# Hoia hoi
Hoia hoi är en kräftdjursart som beskrevs av V.I. Avdeev och Kazachenko 1986. Hoia hoi ingår i släktet Hoia och familjen Chondracanthidae. Inga underarter finns listade i Catalogue of Life.